# 普拉托鎮區 (伊利諾伊州凱恩縣)
普拉托鎮區（英語：Plato Township）是位於美國伊利諾伊州凱恩縣的一個行政鎮區。

## 地方資料
根據2010年美國人口普查的數據，普拉托鎮區的面積為86.80平方千米，當中陸地面積為86.80平方千米，而水域面積為0.00平方千米。當地共有人口6356人，而人口密度為每平方千米73.23人。